# Борнејско бодљикаво прасе
Борнејско бодљикаво прасе (лат. Hystrix crassispinis, фр. Porc-épic de Bornéo, хол. Borneostekelvarken) је сисар из реда глодара и фамилије Hystricidae.

## Угроженост
Ова врста није угрожена, и наведена је као последња брига јер има широко распрострањење.

## Распрострањење
Ареал врсте је ограничен на мањи број држава. 
Врста има станиште у Брунеју, Индонезији и Малезији.

## Станиште
Станиште врсте су шуме. Врста је присутна на подручју острва Борнео у Индонезији до бар 1200 метара надморске висине.